# Arnaldo Vianna
Arnaldo França Vianna (Campos dos Goytacazes, 4 de novembro de 1947), politicamente conhecido como Arnaldo Vianna é um médico, especializado em cirurgia, e político brasileiro.

## Biografia
Filho de Amélia de Abreu França Vianna e Arnaldo Rosa Vianna, é formado pela Faculdade de Medicina de Campos dos Goytacazes em 1972 e membro da Academia Brasileira de Neurocirurgia.Também foi diretor-clínico no Hospital da Beneficência Portuguesa de Campos entre 1984 e 1989 e diretor-geral do Hospital Ferreira Machado entre 1989 e 1992.
Na política, foi vereador em Campos na legislatura 1993-1996. Aliado de Anthony Garotinho, foi eleito vice-prefeito do mesmo em 1996. Em março de 1998 assumiu a prefeitura com a renúncia de Garotinho para disputar a eleição ao governo do estado - da qual sairia vitorioso. Foi reeleito prefeito em 2000 com mais de 140 mil votos, sendo o mais votado da história.
Já rompido com Garotinho, no pleito de 2004 apoiou o candidato vitorioso Carlos Alberto Campista, que disputou o segundo turno com Geraldo Pudim, aliado do ex-governador. Durante o período eleitoral, Arnaldo chegou a ser cassado por denúncias de superfaturamento de shows.
Em 2006 foi eleito deputado federal pelo PDT com mandato até janeiro de 2011. Em 2010 foi vice-líder do PDT na Câmara No mesmo ano concorreu a reeleição , eleito na condição de suplente, foi declarado inelegível.
Nas eleições municipais de 2012, marcada por disputas judiciais e na qual Rosinha Garotinho elegeu-se a nova prefeita de Campos, a candidatura de Arnaldo Vianna (PDT) foi indeferida, e todos os 31.491 votos dirigidos a ele foram considerados nulos.
Arnaldo Viana foi casado com Ilsan Santos Vianna com quem teve um filho, Caio Santos Vianna, que disputou a prefeitura de Campos por duas vezes - 2016 e 2020, quando chegou ao segundo turno sendo derrotado por Wladimir Garotinho.